# Hemiserica brevis
Hemiserica brevis är en skalbaggsart som beskrevs av Blanchard 1850. Hemiserica brevis ingår i släktet Hemiserica och familjen Melolonthidae. Inga underarter finns listade i Catalogue of Life.